# Karl Kroeschell
Karl Adolf Kroeschell (* 14. November 1927 in Hebenshausen, Kreis Witzenhausen) ist ein deutscher Rechtshistoriker.

Karl Kroeschell wurde auf dem nordhessischen Rittergut Hebenshausen geboren. Er wuchs in Kassel und Lutterberg auf. Ab 1937 besuchte er die Oberschule für Jungen in Hannoversch Münden. Im Jahr 1944 wurde er kriegsbedingt von der Schulpflicht befreit. Das Abitur holte er 1946 nach. Er studierte von 1947 bis 1951 Rechtswissenschaften an der Georg-August-Universität Göttingen. In Celle legte er 1951 die Erste juristische Staatsprüfung ab. Im Jahr 1953 wurde er in Göttingen mit der von Hans Thieme betreuten Arbeit Hessen und der Kaufungerwald im Hochmittelalter promoviert. Von 1953 bis 1958 war er Wissenschaftlicher Assistent von Thieme an der Albert-Ludwigs-Universität Freiburg. Im Jahr 1958 erfolgte die Habilitation für die Fächer Deutsche Rechtsgeschichte, Bürgerliches Recht und Landwirtschaftsrecht in Freiburg mit einer Arbeit zur Struktur und Entstehung der mittelalterlichen Stadtgemeinde in Westfalen.
Kroeschell lehrte von 1960 bis 1975 Rechtsgeschichte an der Universität Göttingen. Seit Anfang der sechziger Jahre trat er mit zahlreichen agrarrechtlichen Publikationen und 1963 mit einem Lehrbuch zum Landwirtschaftsrecht hervor. Im Dezember 1961 wurde er Direktor des dortigen neu gegründeten Instituts für Landwirtschaftsrecht und hatte die Leitung bis 1975 inne. Von 1965 bis 1994 war er Vorstandsmitglied und von 1973 bis 1976 war er Erster Vorsitzender der Deutschen Gesellschaft für Agrarrecht. Kroeschell lehnte Berufungen nach Kiel (1959), Marburg, Erlangen (beide 1964), Bielefeld (1970) und München (1971) ab. Er war 1965/66 Dekan der Juristischen Fakultät in Göttingen.
Vom Wintersemester 1975/76 lehrte er als Nachfolger von Hans Thieme bis zu seiner Emeritierung 1995 als ordentlicher Professor für Deutsche Rechtsgeschichte, Bürgerliches Recht und Handelsrecht an der Universität Freiburg. Dort war er 1978/79 Dekan der Juristischen Fakultät. Im Jahr 1983 war er Stipendiat der Japan Society for the Promotion of Science an der Universität Sapporo. Es folgten weitere Gasteinladungen nach Japan. Ihm wurde 1996 die Ehrendoktorwürde der Städtischen Universität Osaka verliehen. Im Jahr 1960 wurde er Mitglied im Istituto di Diritto Agrario Internazionale e Comparato in Florenz. Er ist korrespondierendes Mitglied der Österreichischen Akademie der Wissenschaften (seit 1989), der Göttinger Akademie der Wissenschaften (seit 1972) und des Konstanzer Arbeitskreises für mittelalterliche Geschichte (seit 1990). Er ist Mitglied der Vereinigung für Verfassungsgeschichte. Im Jahr 1963 wurde er Chevalier und 1972 Officier de l’Ordre du Mérite agricole. Im Jahr 2005 wurde er Ehrenmitglied der Japanischen Akademie der Wissenschaften.
Kroeschell wurde insbesondere durch seine mehrfach aufgelegte seit 1972 in drei Bänden erschienene Deutsche Rechtsgeschichte bekannt. Im Jahr 2005 veröffentlichte er nach insgesamt über 20 Jahren Arbeit eine Gesamtdarstellung zur niedersächsischen Rechtsgeschichte. Er ist akademischer Lehrer mehrerer Rechtshistoriker wie Gerhard Köbler, Hermann Nehlsen, Karin Nehlsen-von Stryk und Albrecht Cordes. Im Jahr 2006 wurde ihm der Eike-von-Repgow-Preis für seine Verdienste um die Erforschung der deutschen Rechtsgeschichte, des Sachsenspiegels und dessen Entstehungsraum verliehen.
Kroeschell heiratete 1957. Aus der Ehe gingen drei Töchter hervor. Seine Frau starb 2003.

## Schriften (Auswahl)
- Ein Schriftenverzeichnis bis einschließlich 1996 erschien in: Gerhard Köbler, Hermann Nehlsen (Hrsg.): Wirkungen europäischer Rechtsgeschichte. Festschrift für Karl Kroeschell zum 70. Geburtstag. Beck, München 1997, ISBN 3-406-42994-7, S. 1501–1526.

- Recht unde Unrecht der Sassen. Rechtsgeschichte Niedersachsens. Vandenhoeck und Ruprecht, Göttingen 2005, ISBN 3-525-36283-8.
- mit Albrecht Cordes (Hrsg.): Funktion und Form. Quellen- und Methodenprobleme der mittelalterlichen Rechtsgeschichte. Duncker & Humblot, Berlin 1995, ISBN 3-428-08919-7.
- Studien zum frühen und mittelalterlichen deutschen Recht (= Freiburger rechtsgeschichtliche Abhandlungen. Neue Folge, Band 20). Duncker & Humblot, Berlin 1995, ISBN 3-428-08245-1.
- Rechtsgeschichte Deutschlands im 20. Jahrhundert (= UTB. Bd. 1681). Vandenhoeck & Ruprecht, Göttingen 1992, ISBN 3-8252-1681-0.